# 오륜운수
오륜운수(五輪運輸)은 경기도 하남시의 마을버스 회사이다. 본사는 경기도 하남시 하남대로284번길 59 (상산곡동)에 위치해 있고, 초광로 286 (초이동)에 초이동지점을 두고있다. 계열사로는 서울특별시 도봉구의 마을버스 회사인 청록운수, 강남구의 마을버스 회사인 은곡운수 등이 있다.

## 역사 및 현황
2007년 10월 하남시 감북동에서 둔촌동역을 운행하는 7번, 7-1번 정림에서 둔촌동역을 운행하는 8번 노선을 운행하는 감북운송(甘北運送)을 인수하여 삼성교통(三成交通)으로 법인전환하였다. 2012년 1월 서울특별시 도봉구의 마을버스 회사인 청록운수에 인수되었다. 2013년 승민교통을 인수하여 오륜운수로 변경 통합하면서 초이동지점을 신설하였다.
2014년 1월 본사를 하남시 상산곡동으로 이전하였다.

## 운행 노선
| 노선 번호 | 운행구간   | 운행구간 | 운행구간   | 경유지                                                       | 배차 간격 (분) | 비고 |
| --------- | ---------- | -------- | ---------- | ------------------------------------------------------------ | -------------- | ---- |
| 6         | 초이농협   | ↔        | 송림       | 지지미, 초이동주민센터, 광암동, 주심사우나                   | 30             |      |
| 6-1       | 초이농협   | ↔        | 공영사입구 | 충청원예농장, 항공대후문, 상화울한솔아파트                   | 35             |      |
| 7         | 서부초교   | ↔        | 둔촌역     | 갈미, 안촌, 배다리                                           | 45             |      |
| 8         | 감일교차로 | ↔        | 둔촌역     | 감일동행정주민센터, 감일스윗시티10단지, 동북중고, 둔촌사거리 | 50             |      |

## 미운행 노선
아래 노선은 삼성교통이 분리되어 삼성교통에서 운행 중인 노선이다.
- ● 5번: 망월동 ↔ 검단산입구
- ● 7-1번: 갈미 ↔ 둔촌동역

## 보유 차량
전 차량이 포톤 자동차 그린타운, 카운티, 킹롱 시티라이트9으로 운행하고 있다.